# Gastrancistrus karatavicus
Gastrancistrus karatavicus är en stekelart som beskrevs av Dzhanokmen 1995. Gastrancistrus karatavicus ingår i släktet Gastrancistrus och familjen puppglanssteklar.
Artens utbredningsområde är Kazakstan. Inga underarter finns listade i Catalogue of Life.